# Gero van de Lausitz
Gero van de Lausitz (ca. 970 - bij Krosno Odrzańskie, 1 september 1015) was vanaf 993 markgraaf van de Lausitz.
Gero was een zoon van Thietmar I van Meißen en Swanehilde (ca.  950 - 26 november 1014), dochter van Herman Billung. Hij was een achterneef van Gero (markgraaf) van de Saksische Oostmark en een neef van Gero (aartsbisschop) van Keulen. 
Bij het overlijden van zijn vader was Gero nog minderjarig, daarom erfde hij alleen de graafschappen van Surimuntgouw en de Zwabengouw, ter weerszijden van de Saale (rivier) ter hoogte van Aderstedt (Bernburg). De markgraafschappen van zijn vader werden aan Gunther van Meißen (markgraaf) gegeven. In 992 werd hij vermeld als graaf van de Hassegouw (zuidelijk van de Zwabengouw) en hij erfde het graafschap in het gebied rond het latere Zerbst (Anhalt). In 993 stierf zijn verwant markgraaf Hodo van de Lausitz, Gero erfde het graafschap van de Nizzigouw en een deel van de persoonlijke bezittingen van Hodo. Ook werd Gero nu benoemd tot markgraaf van de Lausitz. Gero had nu een groot feodaal gebied vergaard, de Zwabengouw en de Hassegouw hoorden vanouds bij het hertogdom Saksen, de overige gebieden werden vooral door Slaven bewoond.
Gero was een vertrouweling van keizer Otto III en steunde zijn politiek om het Duitse keizerrijk zoveel bezit van het oude Romeinse Rijk te laten omvatten. Als bestuurder van grote gebieden aan de Duitse oostgrens, streefde hij naar vreedzame samenwerking met de Polen onder Bolesław I van Polen. De samenwerking met koning Hendrik II was slecht omdat Hendrik voortdurend in conflict was met Bolesław. Gero probeerde desondanks zijn goede verhouding met Bolesław te ontzien door zo weinig mogelijk steun te geven aan Hendrik. Ondertussen werd de Lausitz geteisterd door plunderingen door Polen en door Duitsers. Het is veelzeggend dat Gero geen enkele compensatie kreeg voor de plunderingen door Duitse troepen. Gedurende de conflicten werd een groot deel van de Lausitz door Polen bezet.
Gero was commandant van de achterhoede van het leger van Hendrik, toen dat op 1 september 1015 werd overvallen tijdens een rustpauze aan de Oder. Gero sneuvelde met tweehonderd van zijn manschappen. Hij werd begraven in het klooster van Nienburg (Saale).
Gero was gehuwd met Adelheid, van wie geen verdere gegevens bekend zijn. Zij kregen een zoon Thietmar (ca. 990 - 10 januari 1030). Thietmar volgde zijn vader op als markgraaf van de Lausitz. In 1018 werd er vrede gesloten tussen Polen en Duitsland, daarin werd het verlies van delen van de Lausitz aan Polen bevestigd. Thietmar bevorderde de vestiging van kolonisten in het resterende deel van de Lausitz. Zijn zoon Odo volgde hem op als markgraaf maar overleed na enkele jaren, kinderloos. Zijn dochter Oda trouwde met Willem III van Weimar
Bron: de Duitstalige versie van dit artikel.